# 常陽山正治
常陽山 正治（じょうようざん まさじ、1903年1月25日 - 1972年1月25日）は、新潟県中頸城郡（現妙高市）出身で出羽海部屋に所属した元大相撲力士。本名は楡井 正次。引退後は9代稲川を襲名し、後進の指導につとめた。身長174cm、体重88kg。最高位は東十両筆頭。

## 経歴
1919年1月初土俵、1932年2月十両昇進。東筆頭まで躍進するが入幕はならず、1938年5月に引退し9代稲川を襲名した。平年寄で役職には就けず、1968年1月定年退職。1972年心臓衰弱で死去。なお、生没同日である。

## 成績
- 十両12場所54勝80敗

## 改名
黒姫山→常陽山